# Markus Pos
Markus Pos is een eiland in de Loosdrechtse Plassen. Het eiland ligt tussen de Tweede Plas en de Derde Plas.
Het is een kunstmatig eiland van 1,75 hectare groot. De aanleg vond plaats in 1977 in het kader van een groter plan waarin een vijftal eilanden tussen 1959 en 1977 in de Loosdrechtse Plassen zijn aangelegd ten behoeve van de watersport en tevens ter bescherming van de oevers tegen golfslag. Op Markus Pos bevinden zich diverse voorzieningen voor de watersport zoals ligboxen met overnachtingsmogelijkheden, en toiletten.
Markus Pos is aangelegd op een plek waar vroeger het eilandje Oudedijk lag. Het eiland zou zijn genoemd naar Markus Jacobs Pos uit Oud-Loosdrecht (1728-1786).